# Die Wahrheit über Sancho Pansa
Die Wahrheit über Sancho Pansa ist ein Prosastück von Franz Kafka, entstanden 1917. Die Erstveröffentlichung erfolgte 1931. Es handelt sich um ein selten interpretiertes kleines Werk.
Es ist eine ironische Umgruppierung und Umdeutung der beiden handelnden Personen aus dem bekannten Roman Don Quixote von Miguel de Cervantes aus dem Jahr 1605.

## Vorbemerkung
In der ursprünglichen Fassung des o. g. Romans ist der dünne Don Quixote der verwirrte Ritter und Sancho Pansa ist sein dicker, bäuerlicher Begleiter. Der Roman ist eine Parodie auf Ritterromane. Er wurde über die Jahrhunderte hinweg vielfach interpretiert.
In dem kleinen Kafka-Stück werden nun die Rollen (Subjekt-Objekt) vertauscht und gleichzeitig erhalten die Akteure völlig neue Zuordnungen.

## Inhalt
Sancho Pansa gelang es, mit Hilfe von Ritter- und Räuberromanen seinen Teufel von sich abzulenken und ihn die verrücktesten Taten aufführen zu lassen, die aber niemandem schadeten. Diesem Teufel gab er später den Namen Don Quixote. Sancho Pansa folgte ihm gleichmütig auf seinen Zügen sozusagen aus Verantwortungsgefühl und hatte dabei große Unterhaltung bis zum Ende.

## Textanalyse und Deutungsansatz
Das Prosastück besteht aus zwei Sätzen. Der erste Satz enthält dicht gedrängt in verschachtelten Satzreihungen die Hauptinformationen. Der zweite Satz klingt entsprechend seinem ruhigeren Inhalt kontemplativ aus. Sancho Pansa hat also einen teuflischen Begleiter, den er Don Quixote nennt und den er sozusagen mit dem Erzählen von Romanen gebannt hat und unschädlich gemacht hat, der aber nun wie verrückt erscheint und den Sancho Pansa fürsorglich im Auge behält. Im Roman ist Don Quixote zwar auch verwirrt, aber er ist der Hauptakteur, während Sancho Pansa zwar mit Bauernschläue agiert, aber er ist die Zweitfigur. Kafka kehrt das um, indem er Sancho Pansa „zum Spiritus rector der Geschichte macht“.
Man erlebt zweimal die verwirrende Wirkung von Literatur. In Kafkas kleiner Geschichte aber hat das Lesen außerdem die Wirkung, dass das Satanische gebannt wird.

## Bezug zu anderen Kafka-Werken
Peter-André Alt bezeichnet dieses kleine Stück als eine „Bibliotheksphantasie“ ähnlich wie Der neue Advokat, wo das historische Streitross Bucephalus seine Funktion verwandelt, um als ein still die Bücher studierender Advokat dem Schlachtengetümmel zu entgehen.
Eine Umdeutung mythischer Figuren findet sich auch in den kleinen Stücken Poseidon, Prometheus und Das Schweigen der Sirenen.

## Textausgaben
- Franz Kafka Sämtliche Erzählungen. Herausgegeben von Paul Raabe, S. Fischer, 1977, ISBN 3-596-21078-X.
- Franz Kafka Die Erzählungen. Originalfassung, herausgegeben von Roger Herms, Fischer Verlag, 1997, ISBN 3-596-13270-3.

## Sekundärliteratur
- Peter-André Alt: Franz Kafka: Der ewige Sohn. Eine Biographie. Verlag C.H. Beck, München 2005, ISBN 3-406-53441-4.
- Bettina von Jagow, Oliver Jahraus: Kafka-Handbuch. Leben-Werk-Wirkung. Vandenhoeck & Ruprecht, 2008, ISBN 978-3-525-20852-6.